# Altar de Saturno
O altar de Saturno (Latim: Ara Saturni) é um altar arcaico dedicado para o deus Saturno. Construído no século seis a.C., continuou a ser usado até o Império Romano colapsar. É localizado em frente do Templo de Saturno e seus restos foram descobertos por Rodolfo Lanciani em 1902.

## Localização
Os vestígios descobertos entre 1899 e 1905 e estudados por Giacomo Boni e Rodolfo Lanciani, agora protegidos sob um abrigo perto do Arco de Septímio Severo, foram inicialmente identificados ao Vulcanal ou como um dos altares da área sagrada Area Volcani. Uma outra hipótese feita em 1983 pelo arqueólogo italiano Filippo Coarelli propõe identificar dos vestígios do altar de Saturno, colocando o Vulcanal, mais perto do Comitium. O altar se encontra em frente do Templo de Saturno, justo ao lado de Umbilicus Urbis Romae, ao sul do Senaculum (ver o plano).

## História
O altar, um dos mais antigos de Roma, construído antes do Templo de Saturno e datado do século VI a.C. e permaneceu em uso para apaziguar o deus Saturno até o colapso do Império Romano. Segundo a tradição, foi erguido pelos pelasgos em honra de Saturno, o primeiro deus do capitólio, qual foi nomeado Saturnia para honrá-lo, identificado ao titã grego Cronos, que passou por fundador da primeira cidade sob o Capitolino (Mons Saturninus) batizada Saturnia em sua honra.

A primeira [fortaleza] foi fundada pelo deus Jano, a outra por Saturno: uma foi chamada Janículo, a outra Saturnia.
—Virgílio, Eneida, 8, 358

As fontes antigas afirmam que o altar de Saturno está situado perto de outro altar dedicado para o deus Dīs Pater e a deusa Proserpina (que são identificados hoje ao Mundus, chamado Umbilicus Urbis Romae desde o final da época tardia); aquele altar é acreditado para ter hospedado o festival da Saturnália.

[...] eles levaram para Dīs (Plutão) um pequeno templo, para Saturno um altar, e o festival desta fundação foi chamada Saturnália. É relatado que eles pensaram um longo tempo em honrar Dīs oferecendo as cabeças dos homens, e Saturno oferecendo as vítimas humanas, por causa das palavras do oráculo: "Ofereça as cabeças para Hades, e para seu pai os homens". Mas Hércules, passando pela Itália levando o rebanho de Gerião, persuadiu aos seus descendentes de mudar os sacrifícios funestos em outros mais propícios, oferecendo para Plutão, não as cabeças dos homens, mas sim pequenos simulacros de cabeças humanas, e honrando os altares de Saturno, não com sacrifícios humanos, mas sim iluminando por tochas; esperando que a palavra φῶτα significa não apenas homem, mas também tocha. A partir daqui veio o costume de enviar, durante a Saturnália, tochas de cera.
—Macróbio, Saturnales, I, VII

Os romanos tinham acreditado que Dīs Pater deveria ser apaziguado oferecendo-lhe cabeças humanas, e Saturno poderia ser apaziguado oferecendo-lhe vítimas. Apesar disto, se tornou prática para apaziguar Dīs Pater com máscaras com faces humanas formadas sob eles, e Saturno era apaziguado com luzes de tochas; isso é devido para uma mudança na interpretação de phôta, qual pode significar tanto "luzes" ou "homem". Essa mudança de prática levou para a troca de velas no festival da Saturnália.

## Descrição
O altar de Saturno é retangular e mede 3.95 por 2.8 metros (13.0 por 9.2 ft). Foi construído de blocos de tufos.